# Brazil Challenger 2004
Il Brazil Challenger 2004, noto come Copa Petrobras Brazil per motivi di sponsorizzazione, è stato un torneo di tennis facente parte della categoria ATP Challenger Series, nell'ambito dell'ATP Challenger Series 2004. Il torneo si è giocato a Aracaju, in Brasile, dal 29 novembre al 5 dicembre 2004, su campi in terra rossa.

## Vincitori

### Singolare
Nicolás Lapentti ha battuto in finale  Júlio Silva con il punteggio di 6–2, 6–2

### Doppio
Enzo Artoni /  Ignacio González-King hanno battuto in finale  Juan Pablo Guzmán /  Santiago Ventura con il punteggio di 6–4, 6–2